# Max & Moritz (Efteling)
Max & Moritz in Efteling (Kaatsheuvel, Noord-Brabant, Niederlande) sind zwei Stahlachterbahnen vom Typ Powered Coaster des Herstellers Mack Rides, die am 20. Juni 2020 eröffnet wurden. Sie wurde an der Stelle errichtet, an der zuvor die Achterbahn Bobbaan ihre Runde drehte.
Die beiden jeweils 300 m lange Strecken, die sich über eine Grundfläche von 85 m × 65 m erstrecken, erreichen eine Höhe von 6 m und verfügen über eine Querneigung von 40°. Die Züge verlassen die Station in entgegengesetzte Richtungen und beschleunigen dabei auf 36 km/h.
Wie der Name schon andeutet, sind die Bahnen nach der gleichnamigen Bildergeschichte thematisiert. Dabei ist die blaue Strecke dem Charakter Max zugeordnet, während die grüne Strecke Moritz zugeordnet ist.

## Züge
Max & Moritz besitzen jeweils einen Zug mit zehn Wagen. In jedem Wagen können vier Personen (zwei Reihen à zwei Personen) Platz nehmen, mit Ausnahme des ersten Wagens jedes Zuges, der nur über eine Reihe verfügt. Die Züge verfügen außerdem über ein Onboard-Soundsystem.